# Antonio Circignani
Pour les articles homonymes, voir Pomarancio.

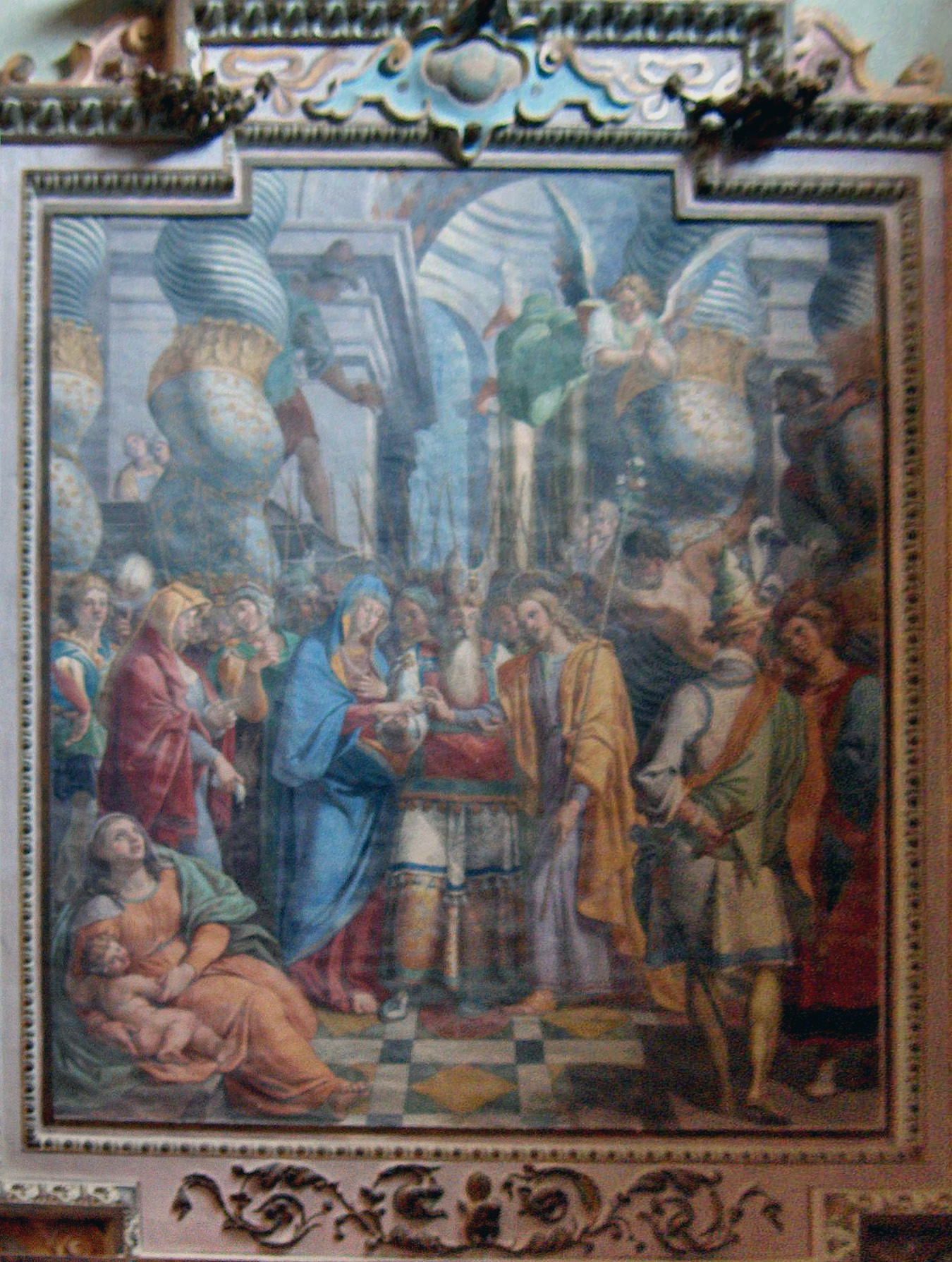
Présentation au Temple (1602-1603),chapelle Sainte-Anne, Basilique Sainte-Marie-des-Anges d'Assise.

Antonio Circignani dit le Pomarancio (né en 1560 à Pomarance dans la province de Pise en Toscane ou à Città della Pieve, dans la  province de Pérouse en Ombrie en 1568, et mort en 1620) est un peintre italien maniériste de la fin du XVIe et du début du XVIIe siècle, le fils du peintre Niccolò Circignani avec lequel il travailla à Rome jusqu'à la mort de celui-ci en 1588.

## Œuvres
- Noces de la Vierge, Basilique Sainte-Marie-des-Anges, Assise
- Présentation au Temple, chapelle Sainte-Anne, Basilique Sainte-Marie-des-Anges d'Assise
- Sposalizio della Vergine, retable maladroitement repeint au XVIIIe siècle et la Gloria Angelica, Duomo de Città della Pieve
- Crocifissione, Montepulciano Stazione, frazione de Montepulciano
- Quattro Evangelisti, Museo di San Francesco, Saint-Marin
- Trinità, Chiesa della Santissima Trinità, Foiano della Chiana
- Natività, retable du maître-autel, chiesa di Santa Cecilia alla Pace, La Pace, Foiano della Chiana.